# Muhlenbergia monandra
Muhlenbergia monandra är en gräsart som beskrevs av Alegría och Sulma Zulma E. Rúgolo de Agrasar. Muhlenbergia monandra ingår i släktet muhlygräs, och familjen gräs. Inga underarter finns listade i Catalogue of Life.